# Lepidostoma lacinatum
Lepidostoma lacinatum är en nattsländeart som beskrevs av Oliver S. Flint Jr. 1967. Lepidostoma lacinatum ingår i släktet Lepidostoma och familjen kantrörsnattsländor. Inga underarter finns listade i Catalogue of Life.